# Janvier 1818

## Événements
- 1er janvier et 20 février : les Britanniques écrasent les Marathes qui avaient tenté de s’en prendre à leurs intérêts au Bengale, à Koregaon et à Ashti[1]. Chaque dynastie Marathe se voit attribuer un territoire très réduit, tandis que le reste constitue la « présidence de Bombay ».

- 22 janvier (Portugal) : fondation du Sinédrio par un magistrat de Porto[2]. La société se donne notamment pour objectif « d’observer l’opinion publique et l’évolution des événements, d’être attentif aux nouvelles en provenance de l’Espagne voisine… ». Elle gagne à ses vues l’armée, humiliée par sa situation de subordination aux alliés britanniques.

- 28 janvier : départ de Saint-Louis de Gaspard Théodore Mollien[3]. Il explore le Sénégal et la Gambie : il traverse le Fouta-Djalon avec un âne et un interprète peul et revient par la Guinée portugaise, épuisé par les maladies tropicale, mais riche de renseignements ethnographiques et topographiques. Il est de retour Saint-Louis le 15 janvier 1819.

## Naissances
- 14 janvier : Ole Jacob Broch (mort en 1889), mathématicien, physicien, économiste et politicien norvégien.

## Décès
- 5 janvier : Marcello Bacciarelli, peintre (° 1731).